# 武井寛史
武井 寛史（たけい ひろふみ、1964年7月28日 - ）は日本のレーシングドライバー、自動車評論家。東京都出身。
自動車雑誌を中心に、様々なメディアで「チャ武」の愛称で活動中。ニックネームであるチャ武の由来は、"日本一速い男" 星野一義が武井の走りを見て「チャレンジャーだね」と誉めたことからチャレンジャー武井⇒チャ武となった。
車関係全般を得意とした映像制作会社。企画集団音速ムービーズの代表である。
YouTubeでは「チャ武の音速チャンネル」として様々なスーパーカー・スポーツカー・旧車や超希少な絶版車を取り上げインプレッションをしている。
日本一売れている自動車雑誌ベストカーでスーパーカー手配師という肩書で月２回、「スーパーカー劇場」と「絶版車劇場」という連載を担当している。
1987年、当時、レーサーの登竜門をされていた富士フレッシマンレースのサバンナRX-7でレースデビュー。
激しい雨の中、70台以上エントリーする激戦クラスでのデビュー戦で2位を獲得。翌年には現スーパーGTの前身のレースとなったスーパースポーツセダンレースにステップアップ(通称JSS)。常に上位に入賞する活躍を見せた。その後、スーパーGTやスーパー耐久シリーズなどツーリングカーを中心とした様々なレースカテゴリーに出場。
40年以上に渡りモータースポーツ界に携わる。また、自動車専門誌を中心に様々なメディアで「チャ武」の愛称で活躍している。
声優界初となるレーシングチーム「Voice Actors Racing Team（ヴォイスアクターズレーシングチーム）」通称、VARTの発起人であり、レースチーム運営やドライビング指導などを行っている。また、「頭文字D」の作者。しげの秀一氏との親交も深く、現在ヤングマガジンで連載中の「MFゴースト」のアニメ化が発表され、しげの秀一氏の推薦もあり、アニメ「MFゴースト」の公式アドバイザーに就任した。

## 経歴
- 1980年 - 練馬区立中学校卒業。当時、プロミュージシャンを目指し、CRAZY BANDを結成。メンバーの尾崎豊がギターを担当していたが、メインボーカルは武井が担当していた。尾崎豊のアルバム『回帰線』の「Scrap alley」という曲は、武井に贈られた歌である。
- 1983年 - 都内の高校を卒業。この頃から、車に目覚め音楽から遠ざかっていく。
- 1987年 - レースデビュー。レーサーの登龍門である富士フレッシュマンレースのマツダ・RX-7クラスに参戦。レースエントリーが70台を超える激戦のカテゴリーでデビュー戦で2位を獲得。実力と強運を示した。
- 1988年 - 現在のGT選手権の前身である、ジャパンスーパースポーツセダンレース（JSS）にステップアップ。マツダRX-7にてフル参戦。
- 1989年 - 前年に引き続き、JSSにフル参戦。
- 1990年 - JSS参戦。
- 1992年 - 日産・シルビアワンメークレースにフル参戦。
- 1993年 - ニッサン スーパーシルビアレース参戦。トヨタ カローラ/レビン・トレノレース参戦。
- 1994年 - JAF地方選手権 筑波P-FRに3戦出場し3勝を獲得。マツダRX-7ワンメークレースにスポット参戦。JSSスポット参戦。
- 1995年 - JAF地方選手権 筑波P-FRフル参戦。全8戦中5度の優勝を果たす。また、昨年からの連勝記録を7連勝とし、このレースの記録を創った。
- 1996年 - 三菱・ミラージュインターナショナルシリーズにフル参戦。
- 1997年 - スーパー耐久シリーズ クラス1にスカイラインGT-Rにて参戦。ラリーアートよりミラージュインターナショナルスポット参戦。
- 1999年 - スーパー耐久シリーズ クラス2にランサーにて参戦。
- 2000年 - アメリカNASCARウエストシリーズ参戦を目指し活動を開始。
- 2001年 - スーパー耐久シリーズ クラス2にランサーにてスポット参戦。
- 2003年 - コルベットZR-1にてドラッグレース参戦。
- 2004年 - コルベットZR-1にてドラッグレース参戦。
- 2005年 - アメリカNASCARウエスト・ディビジョン・シリーズ参戦予定。スーパーGT300クラス外国屋ポルシェにて参戦。
- 2007年 - スーパーGT300クラス　外国屋ポルシェにてスポット参戦。TS-CUP B310サニーにて参戦。
- 2008年 - スーパーGT300クラス　コルベットC6にて参戦。
- 2008年 - スーパーGT300クラス　コルベットC6にて参戦。
- 2009～2012年- 様々なレースカテゴリーに参戦。
- 2013年 - ランボルギーニ・スーパートロフェオ・アジアシリーズ参戦。
- 2014年 - スーパー耐久　G-Tech Racingドライバー。ランボルギーニ・スーパートロフェオアジアシリーズ。
- 2015年 - ランボルギーニ・スーパートロフェオアジアシリーズ。G-Tech Racingスーパー耐久シリーズST4クラス。86/BRZチューニングカーレース8BEAT。G-Tech Racingスーパー耐久シリーズST4クラス。
- 2016年 - G-Tech Racingスーパー耐久シリーズST4クラス。
- 2017年 - 現在もドライバーとして活動中。
- 2019年 - ヤングマガジン「MFゴースト」にて連載スタート。
- 2020年 - 武井寛史が発起人である、人気声優たちのレーシングチーム『VART』を発足。
- 2022年 - 人気車漫画、頭文字Dの作者・しげの秀一の推薦でアニメ『MFゴースト』のスーパーアドバイザーに就任。

## レース戦績

### SUPER GT
| 年     | チーム         | 使用車両             | クラス | 1   | 2      | 3       | 4      | 5      | 6       | 7      | 8   | 9       | 順位 | ポイント |
| ------ | -------------- | -------------------- | ------ | --- | ------ | ------- | ------ | ------ | ------- | ------ | --- | ------- | ---- | -------- |
| 2005年 | TEAM GAIKOKUYA | ポルシェ・911 GT3    | GT300  | OKA | FSW 20 | SEP     | SUG 19 | TRM 21 | FSW     | AUT    | SUZ |         | NC   | 0        |
| 2007年 | TEAM GAIKOKUYA | ポルシェ・911 GT3    | GT300  | SUZ | OKA    | FSW     | SEP    | SUG    | SUZ     | TRM 20 | AUT | FSW     | NC   | 0        |
| 2008年 | A&S RACING     | シボレー・コルベット | GT300  | SUZ | OKA    | FSW DNQ | SEP    | SUG    | SUZ DNQ | TRM    | AUT | FSW DNQ | NC   | 0        |